# Dyes and Pigments
Dyes and Pigments, abgekürzt Dyes Pigment.,  ist eine wissenschaftliche Fachzeitschrift, die vom Elsevier-Verlag veröffentlicht wird. Die erste Ausgabe erschien im Jahr 1980. Derzeit erscheint die Zeitschrift mit zwölf Ausgaben im Jahr. Es werden Artikel veröffentlicht, die sich mit chemischen und physikalischen Aspekten von Farbstoffen und Pigmenten beschäftigen.
Der Impact Factor lag im Jahr 2014 bei 3,966. Nach der Statistik des ISI Web of Knowledge wird das Journal mit diesem Impact Factor in der Kategorie angewandte Chemie an fünfter Stelle von 70 Zeitschriften, in der Kategorie chemische Ingenieurwissenschaft an zehnter Stelle von 134. Zeitschriften und in der Kategorie Materialwissenschaft – Textilien an erster Stelle von 22. Zeitschriften geführt.